# Cymothoa selari
Cymothoa selari es una especie de crustáceo isópodo marino del género Cymothoa, familia Cymothoidae. Fue descrita científicamente por Avdeev en 1978.

## Distribución
Esta especie se encuentra en el mar Rojo y la parte occidental del Indo-Pacífico.